# Грузинский поход Ахмед-паши (1549)
Грузинский поход — военная кампания Османской империи против княжества Самцхе-Саатабаго в 1549 году, проведённая под командованием великого визиря Кара Ахмед-паши. Завершилась победой османов и захватом около 35 крепостей.

## Предыстория
Княжество Самцхе-Саатабаго, являвшееся вассалом Османской империи, после восшествия на престол князя Кайхосро в 1545 году продолжало сохранять верность султану. В том же году Кайхосро участвовал на стороне османов в Сохистской битве, которая завершилась их победой. Освободившись от давления северного соседа — Имеретинского царства, Самцхе-Саатабаго начал сближение с державой Сефевидов.
В 1546 году шах Тахмасп I совершил поход в регион и подчинил себе Самцхе-Саатабаго. В 1548 году он женился на дочери Отара Шаликашвили, одного из ведущих представителей княжества. В том же году иранские войска, проходя через земли Самцхе, совершили набег на область Эрзинджан.
Этот рейд завершился поражением иранцев в битве при Кемахе, после чего османы приняли решение начать поход против Самцхе-Саатабаго в следующую военную кампанию 1549 года.

## Ход кампании
6 июня 1549 года султан Сулейман I выступил из Алеппо и к 3 июля достиг окрестностей Диярбакыра. Получив сведения о готовящейся атаке грузин на османские земли, он поручил визирю Кара Ахмед-паше возглавить военные действия в регионе.
С целью разведки и предотвращения внезапного нападения, Ахмед-паша направил бейлербея Эрзурума Мехмед-пашу на передовые позиции. Под его командованием были захвачены крепости и укрепления Баракан, Кюмюк, Пенек, Самагар, Гермик, Парнак и другие.
25 августа основные силы Кара Ахмед-паши выступили в поход и 8 сентября прибыли в Эрзурум. В его распоряжение были переданы войска бейлербеев Эрзурума, Дулкадира, Карамана и Сиваса. Общая численность армии составила около 40 000 человек. 10 сентября армия выступила против Самцхе — крепости Тортум, где находилась резиденция Кайхосро. 13 сентября Тортум пал, в нём был размещён османский гарнизон.
Одновременно бейлербей Дулкадира Балтанджи Мехмед-паша захватил близлежащую крепость Панаскерти, Нихахи, Амирахори, Ахчакала, вторую Ахчакалу, Талхиси, Ливанскую долину и область Тао.

## Последствия
В результате успешной кампании османы захватили земли, разделённые на четыре санджака: Тортум, Агчакале, Кемхис и Ливанская долина. Эти территории были включены в состав бейлербейлика Эрзурума.
Согласно письму Сулеймана I французскому королю Генриху II, в ходе кампании были взяты 35 крепостей, из которых 14 были разрушены, а в 21 размещены османские гарнизоны. Княжество Самцхе-Саатабаго признало османский суверенитет.